# Кумариния
Кумариния (лат. Cumarinia) — монотипный род растений семейства Кактусовые (Cactaceae) произрастающий на территории Мексики. На 2023 год включает один вид — Кумариния душистая (Cumarinia odorata).

## Название
Латинское родовое название Cumarinia происходит от того, что цветки и плоды этого растения имеют аромат, напоминающий запах кумарина.
Видовой эпитет odorata — «душистая», также подчеркивает аромат растения.

## Описание
Растение небольшого размера. Стебель шаровидный или удлиненный, до 4 см высотой, до 3 см в диаметре. Бугорки цилиндрические, мягкие, длиной 1 см с опушенными пазухами. В верхней части имеется неглубокий паз. Центральных колючек 3-4. Все крючковатые, черные, от темно-красноватого до желтого, длиной до 2,5 см. Радиальных колючек от 7-9, короткие, белые или желтые с коричневатыми кончиками. Цветки 1,2 см диаметром, 1,5 см длиной, желтовато-розового цвета.

## Распространение
Родом из Мексики (Сан-Луис-Потоси, Тамаулипас), растение произрастает до 1600 м над уровнем моря, на известняковых почвах, в расщелинах, в тени под растительностью, среди органических остатков, в очагах часто относительно влажного перегноя.

## Таксономия
Cumarinia (Knuth) Buxb., первое упоминание в Oesterr. Bot. Z. 98: 61 (1951).

### Виды
По данным сайта Plants of the World Online на 2023 год, род включает один подтвержденный вид:
- Cumarinia odorata (Boed.) Buxb. — Кумариния душистая